# Chulda (Izrael)
Chulda (hebrejsky חֻלְדָּה, v oficiálním přepisu do angličtiny Hulda) je vesnice typu kibuc v Izraeli, v Centrálním distriktu, v Oblastní radě Gezer.

## Geografie
Leží v nadmořské výšce 120 metrů na pomezí hustě osídlené a zemědělsky intenzivně využívané pobřežní nížiny a regionu Šefela.
Obec se nachází 20 kilometrů od břehu Středozemního moře, cca 28 kilometrů jihovýchodně od centra Tel Avivu a cca 33 kilometrů západně od historického jádra Jeruzalému. Chuldu obývají Židé, přičemž osídlení v tomto regionu je etnicky převážně židovské.
Chulda je na dopravní síť napojena pomocí lokální silnice číslo 411. Západně od kibucu probíhá dálnice číslo 6.

## Dějiny
Chulda byla založena v roce 1930. Jméno je inspirováno arabskou vesnicí, která stávala až do roku 1948 o něco východněji odtud (v prostoru nynějšího kibucu Mišmar David). Židovské novověké osidlování tu začalo již roku 1908, kdy zde z iniciativy Světové sionistické organizace vyrostla cvičná farma zaměřená na výchovu židovských zemědělských osadníků a zároveň tu začala výsadba lesa (první novověký plánovitě vysazovaný židovský les v Palestině - Chuldský les). Společně s cvičnými farmami Chavat Kineret (dnes Kvucat Kineret) a Ben Šemen šlo o hlavní instituce agrárního vzdělávání v Palestině.
Během arabských nepokojů v tehdejší mandátní Palestině v roce 1929 byla farma napadena a vyrabována Araby. Při útoku byl zabit jeden Žid.
Pak zůstala lokalita asi jeden rok opuštěná, poté se tu usadili členové sionistické mládežnické organizace Gordonia původem z Polska a Litvy a zřídili zde kibuc. Roku 1938 se členové kibucu přestěhovali necelý kilometr západním směrem, do nynější lokality. V létě roku 1937 byla v Chuldě odhalena socha od Batji Lishanské připomínající obránce kibucu před arabským útokem z roku 1929. V říjnu 1943 provedli v kibucu britské jednotky razii, která měla odhalit zásoby zbraní Hagany.
Během války za nezávislost v roce 1948 byla Chulda poslední židovskou osadou v pobřežní nížině, před vstupem do hornatého koridoru vedoucího k Jeruzalému. Sloužila proto jako logistické a vojenské centrum při bojích o přístupy k Jeruzalému. Už 10. ledna 1948 zde při arabském útoku byli zabiti dva Židé. V rámci Operace Nachšon byl jeruzalémský koridor ovládnut židovskými silami a arabské osídlení východně odtud zaniklo. Právě při Operaci Nachšon sloužila Chulda jako hlavní nástupní prostor židovských sil. Podobnou roli sehrávala i při opakovaných bojích o strategický Latrun.
Koncem 40. let měl kibuc rozlohu katastrálního území 3531 dunamů (3,531 kilometrů čtverečních).
Místní ekonomika je založena na zemědělství (pěstování vinné révy a oliv a produkce mléka), od poloviny 70. let 20. století se zde rozvíjel i průmysl (firma na stavební prefabrikované díly, v současnosti již neexistující). Během 80. let 20. století čelil kibuc ekonomickým potížím a úbytku obyvatelstva. Počátkem 21. století vesnice prošla privatizací a zbavila se většiny prvků kolektivismu.

## Demografie
Podle údajů z roku 2014 tvořili naprostou většinu obyvatel v Chuldě Židé (včetně statistické kategorie "ostatní", která zahrnuje nearabské obyvatele židovského původu ale bez formální příslušnosti k židovskému náboženství).
Jde o menší obec vesnického typu s dlouhodobě stagnující populací, která ale po roce 2010 začala výrazně narůstat. K 31. prosinci 2014 zde žilo 859 lidí. Během roku 2014 populace stoupla o 10,7 %.
| Rok            | 1948 | 1961 | 1972 | 1983 | 1995 | 2001 | 2003 | 2004 | 2005 | 2006 | 2007 | 2008 | 2009 | 2010 | 2011 | 2012 | 2013 | 2014 |
| -------------- | ---- | ---- | ---- | ---- | ---- | ---- | ---- | ---- | ---- | ---- | ---- | ---- | ---- | ---- | ---- | ---- | ---- | ---- |
| Počet obyvatel | 330  | 317  | 307  | 378  | 328  | 305  | 321  | 313  | 306  | 332  | 345  | 347  | 386  | 395  | 404  | 502  | 776  | 859  |